# Calendula maritima
Calendula maritima, llamada comúnmente Fiorrancio marítimo, es una especie de plantas de la familia Asteraceae, endémica de Sicilia, Italia.

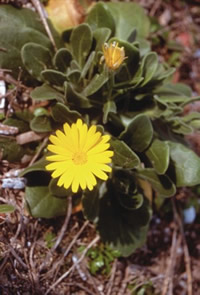
Vista de la flor

## Descripción
Es una planta perenne subfruticosa, con vástago ascendente de una altura de 20 a 40 cm. 
Los tallos, leñosos en la base, dicotómicamente divididos en varias ramas, con porte rastrero. 
Las hojas, cubiertas de pelo grueso, son ovaliformes en la base del tallo y espatuladas oblongolanceoladas hacia el ápice.

Presenta una inflorescencia en cabezuela de 3 a 5 cm de diámetro con flores citrino amarillas.

## Distribución yhábitat
Esta especie es un endemismo de Sicilia, cuya localización marítima es común en un área de distribución restringida al tramo de litoral entre Marsala y el monte Cofano (parte del territorio comprendido en el Parque Natural de las salinas de Trapani y Paceco). Algunas poblaciones pequeñas se pueden encontrar también en las islas menores adyacentes (Isola Grande dello Stagnone, Formica y Favignana).
Coloniza áreas litorales ricas en nitrógeno, como las acumulaciones de Posidonia oceanica depositados en las playas.

## Conservación
Está considerada por la IUCN como una especie en peligro crítico de extinción y se encuentra incluida en la lista de las 50 especies botánicas más amenazadas del área mediterránea.

## Taxonomía
Calendula maritima fue descrito por Giovanni Gussone y publicado en Index seminum anni .... quae ab Horto Regio in Boccadifalco pro mutua commutatione exhibentur 1825.
Etimología
Calendula: nombre genérico que podría derivar del término latino calendae, que significa "calendario", aludiendo a la fotoclinia de sus flores.
maritima: epíteto latino que significa "cercana del mar".
Sinonimia